# 安仁 (洪武進士)
安仁（？年—？年），山東高密縣人。明朝政治人物。

## 生平
洪武二十年（1387年）丁卯科舉人。洪武二十一年（1388年）戊辰科進士。官監察御史。